# 聖王公傳奇
《聖王公傳奇》，2019年三立台灣台週五台灣好戲系列之第12部曲兼《戲說台灣》單元劇，由黃仲裕、陳子玄、溫哲軒、張維錫、林吟蔚、王岳豐主演。於2019年5月3日起由《台灣好戲》時段播出，每週五晚間10點15分播出，6月7日完結，共播出6集。2019年6月10日起，於週一至週五晚上 7：30 播出，7月5日完結，共播出20集。

## 播出時間

### 首播
| 頻道       | 所在地 | 播出日期      | 播出時間              |
| ---------- | ------ | ------------- | --------------------- |
| 三立台灣台 | 臺灣   | 2019年5月3日  | 每週五 22:15 ～ 23:45 |
| Vidol      | 臺灣   | 2019年5月3日  | 每週五23:45上架       |
| 三立戲劇台 | 臺灣   | 2019年5月18日 | 每週六 22:30～24:00   |

### 重播
| 頻道       | 所在地 | 播出日期                   | 播出時間              |
| ---------- | ------ | -------------------------- | --------------------- |
| 三立台灣台 | 臺灣   | 2019年5月4日               | 每週六03:15～04:45    |
| 三立台灣台 | 臺灣   | 2019年5月4日               | 每週六12:30～14:00    |
| 三立台灣台 | 臺灣   | 2019年5月4日               | 每週日10:30～12:00    |
| 三立台灣台 | 臺灣   | 2020年5月1日～2020年6月5日 | 每週五22:15～23:45    |
| 三立台灣台 | 臺灣   | 2020年5月2日～2020年6月6日 | 每週六03:15～04:45    |
| 三立台灣台 | 臺灣   | 2020年5月2日～2020年6月6日 | 每週六12:30～14:00    |
| 三立台灣台 | 臺灣   | 2020年5月2日～2020年6月6日 | 每週日10:30～12:00    |
| 三立戲劇台 | 臺灣   | 2019年5年19日              | 每週日 02:30～04:00   |
| 三立戲劇台 | 臺灣   | 2019年5年19日              | 每週日 16:30 ～ 18:00 |
| 三立戲劇台 | 臺灣   | 2019年5月25日              | 每週六 05:00 ～ 06:30 |
| 三立戲劇台 | 臺灣   | 2019年5月25日              | 每週六 12:30 ～ 14:00 |

### 《戲說台灣》時段
| 頻道       | 所在地 | 播出日期                    | 播出時間                   |
| ---------- | ------ | --------------------------- | -------------------------- |
| 三立台灣台 | 臺灣   | 2019年6月10日～2019年7月5日 | 每週一至每周五19:30～20:00 |
| 三立台灣台 | 臺灣   | 2022年7月22日               | 每周五23：15～23：45       |

## 故事大綱
描述在夜間出現的一隻白馬，引發出「聖王公廟」一系列的糾葛。

## 演員列表

### 主要角色
| 演員                | 角色         | 關係/介紹 | 登場集數 |
| 黃仲裕              | 陳元光聖王公 | 陳元光、聖王公 開漳聖王大唐開國儒將 文武雙全，驍勇善戰 平時化身命理及拳腳師阿元師遊走四方，替人指點迷津。 | 全劇     |
| 陳子玄              | 廖明娟何明娟 | 何明娟(廖明娟) 本劇女主角 廟婆 廖文龍之妻 何全之女兒 廖金生之養女 楊月娥之養繼女 何世昌、何俊德之妹妹 廖甜玉之養姐 陳清輝之前未婚妻 天生怪力，武藝高強 一頓吃五碗，行為粗魯豪放，重義氣，急公好義，武癡！完全是天生俠女 當年出生被月娥偷換，實為何全之女 最後和廖文龍一起當廟公廟婆，並和廖文龍在一起。 | 全劇     |
| 溫哲軒 陳博昱(童年) | 何文龍廖文龍 | 廖文龍(何文龍) 本劇男主角兼前反派角色 廟公 何明娟之夫 廖金生、廖美霞之兒子 何全之養子 楊月娥之繼子 廖甜玉同父異母之哥哥 何世昌、何俊德之養弟 前世為陳元光手下忠武將軍李伯瑤 為救陳元光被金絲娘娘所殺。 相貌英俊頭腦聰明，因為母死而不信神 命中短壽劫難多。聖王公認出他為故人，為幫助他而化身阿元師多番磨練他，終於度過劫難多做善事增壽改變命運 當年出生被月娥偷換，實為金生之子 最後和何明娟一起當廟公廟婆，並和何明娟在一起。 | 全劇     |
| 張維錫              | 白馬精       | 白馬精 前反派角色 本是陳元光手下忠武將軍李伯瑤的戰馬 因隨主被金絲娘娘所殺，死後成精 曾和金絲娘娘有一段情，得知其這世再度成為蜘蛛精，願自損修為助她修煉 第6集攻下聖王公的廟裡，最後勇敢認錯，並被金絲娘娘挖出內丹殺害。 | 全劇     |
| 高子羚              | 蜘蛛精       | 蜘蛛精 本劇最終超級大魔王 金絲娘娘轉世在唐代時為殺人魔頭蜘蛛精，被陳元光所殺，死後再次轉世成蜘蛛精 為白馬精所救，得以幻化成人形，為達目的而附身在秋桂身上，伺機報仇 第6集攻下聖王公的廟裡，並害死楊月娥和白馬精，最後被聖王公給收伏，最後死亡 | 全劇     |
| 林吟蔚              | 廖甜玉       | 廖甜玉 前反派角色 陳清輝之妻 廖金生、楊月娥之女兒 廖文龍同父異母之妹妹 何明娟之養妹 廖家二女兒 三八、功利、自戀臭美又愛計較 跟同父異母的姐姐明娟不合 第6集知道自己的母親所做的壞事，對她失望，後來看到自己的母親過世，非常傷心，最後選擇和陳清輝在一起。 | 全劇     |
| 王岳豐              | 陳清輝       | 陳清輝 廖甜玉之夫 何明娟之前未婚夫 廖金生嫡傳大弟子 身材壯碩貌外表忠厚老實不多話，武藝好 雖跟明娟訂婚，但不喜歡明娟，最後退婚 | 全劇     |

### 其他角色
| 演員   | 角色   | 關係/介紹 | 登場集數           |
| 談學斌 | 何全   | 何全 何家的大家長、村長 何世昌、何俊德、何明娟之父親 廖文龍之養父 為人豪爽正義，正直，善武藝 當年學武排行大師兄。 | 全劇               |
| 元六   | 廖金生 | 廖金生 正氣堂堂主 楊月娥之夫 廖文龍、廖甜玉之父親 何明娟之養父 廖美霞之前夫 短小精幹、貪小便宜、脾氣火爆、睚眦必報 當年學武排行七師弟 開武館但武藝很差 第6集知道楊月娥所做的壞事情，並看到她過世非常傷心。 | 全劇               |
| 陳慧娥 | 楊月娥 | 楊月娥 本劇超級大魔王，後改邪歸正 廖金生之亡妻 廖甜玉之亡母 廖文龍之亡繼母 何明娟之亡養繼母 廖美霞之亡妹 殺害廖美霞之兇手 白蓮花型貌美女人，很疼自己女兒對明娟做表面功夫假裝疼愛 第5集所做的壞事被揭穿，並和金絲娘娘合作對付聖王公，被大家發現 第6集被金絲娘娘害死，在死前坦承所以自己的壞事情，說完就斷氣身亡 | 全劇               |
| 蔡聖偉 | 何世昌 | 何世昌、何金川 前反派角色 蔡秋桂之夫 何全之兒子 何俊德、何明娟之哥哥 廖文龍之養哥 也想得到何家的财产和事业 经常陷害自己的亲兄弟 最後知道錯，並彌補自己的家庭，跟秋桂一起再去求聖王公解決。 | 全劇               |
| 彭曉彤 | 蔡秋桂 | 蔡秋桂 前反派角色 何世昌之妻 何家之大媳妇 也想得到何家的财产，最後悔改 發現蜘蛛精的下落嚇得跟世昌一起再去求聖王公解決。 | 全劇               |
| 李威德 | 何俊德 | 何俊德 前反派角色 王麗香之亡夫 何全之亡子 何世昌之亡弟 何明娟之亡哥 廖文龍之亡養哥 想要得到何家的財產和事业 第3集被蜘蛛精害死，死后才后悔生前所做的事情，并向父亲认错。 | 第1集～第3集       |
| 徐紫淇 | 王麗香 | 王麗香 前反派角色 何俊德之前妻 為了何家的財產，假懷孕，最後被揭穿，並向何家的人認錯後，自行離開。 | 第1集～第4集       |
| 柳樺   | 林春梅 | 賣包子 何明娟之好友。 | 第1集～第4集 第6集 |
| 張峻曜 | 鬼差   | 專門把死者帶回地府 | 第2集～第3集       |

### 客串演員
| 演員   | 角色   | 關係/介紹                                                            | 登場集數     |
| 許瓊月 | 廖美霞 | 廖美霞 廖金生之亡妻 廖文龍之亡母 楊月娥之亡姐 被楊月娥用毛巾活活悶死 | 第1集        |
| 嚴常銘 | 黑熊   | 流氓                                                                 | 第1集        |
|        | 產婆   | 受月娥唆使把文龍、明娟對調，第5集被清輝帶到眾人面前說出當年的真相    | 第4集～第5集 |

## 收視率

### 三立台灣台週五首播
| 臺灣 三立台灣台 首播收视率 （AC尼爾森） |               |        |      |                |
| 集數                                    | 播出日期      | 收视率 | 排名 | 備註           |
| 1                                       | 2019年5月3日  | 1.25   | 1    | 有線收視率1.63 |
| 2                                       | 2019年5月10日 | 1.34   | 1    | 有線收視率1.74 |
| 3                                       | 2019年5月17日 | 1.01   | 1    |                |
| 4                                       | 2019年5月24日 | 1.09   | 1    |                |
| 5                                       | 2019年5月31日 | 0.99   | 1    |                |
| 6                                       | 2019年6月7日  | 1.51   | 1    | 有線收視率1.96 |
| 平均收視率                              |               |        |      |                |

1. 同时段或交叉时段主要节目：
  - 三立都會台《一千個晚安》
  - 民視無線台《綜藝新時代》
  - 東森綜合台《醫師好辣》
  - 台視《我是顧家男》／《我們不能是朋友》
  - 中視《女醫·明妃傳》／《擁抱太陽的月亮》／《奇皇后》
2. 数据由AGB尼爾森調查，調查範圍是四歲以上收看電視之觀眾。
3. 資料來源：台灣-偶像劇場、凱絡媒體週報。

## 電視劇歌曲
| 類別   | 歌名     | 演唱者         | 作詞   | 作曲   |
| 片頭曲 | 感謝你   | 呂明銀、謝雷   | 蕭家仁 | 江志豐 |
| 片尾曲 | 一生的伴 | 邱梓謙、陳曼青 | 廖偉志 | 廖偉志 |

## 外部連結
- 《戲說台灣》三立官網 （页面存档备份，存于）
- 戲說台灣-iset三立的Facebook專頁
- YouTube上的台灣民間故事-戲說台灣頻道

| 臺灣 三立台灣台 台灣好戲系列 · 每週五22:15～23:45     | 臺灣 三立台灣台 台灣好戲系列 · 每週五22:15～23:45 | 臺灣 三立台灣台 台灣好戲系列 · 每週五22:15～23:45 |
| ----------------------------------------------------- | ------------------------------------------------- | ------------------------------------------------- |
|                                                       | 聖王公傳奇 （2019年5月3日 ～ 2019年6月7日 ）      |                                                   |
| 白鷺鷥的願望(重播) （2018年12月7日 ～ 2019年4月26日） | 天之蕉子 （2019年6月14日～2019年11月8日）         |                                                   |
| 每週一至週五19:30～20:00                              |                                                   |                                                   |
| 城隍媽祖渡斑鳩 （2019年5月27日～6月7日）              | 聖王公傳奇 （2019年6月10日～2019年7月5日 ）       | 新莊港董大爺 (2019年7月8日～8月2日)               |
| 每週五 22:15 - 23:45                                  |                                                   |                                                   |
| 熱海戀歌(重播) （2019年11月15日～2020年4月24日）      | 聖王公傳奇（重播） （2020年5月1日～2020年6月5日） | 俗女養成記 （2020年6月12日～2020年7月24日）       |